# Salome (Arizona)
Salome ist ein Census-designated place im La Paz County im US-Bundesstaat Arizona.
Das U.S. Census Bureau hat bei der Volkszählung 2020 eine Einwohnerzahl von 1162 ermittelt. Salome hat eine Fläche von 71 km².
Salome wird vom U.S. Highway 60 tangiert. Gegründet wurde der Ort im Jahre 1904 von Charles H. Pratt, seinem Bruder Ernest Pratt und Dick Wick Hall. Man benannte den Ort nach Charles Pratts Frau Salome, die sich dort nach Ankunft ihre Schuhe ausgezogen und sich auf dem heißen Sand die Füße verbrannt hatte; daher der Slogan des Ortes „Salome where she danced“. Salome liegt im McMullen Valley zwischen den Harquahala Mountains und den Harcuvar Mountains.